# Champignolles, Eure
Champignolles är en kommun i departementet Eure i regionen Normandie i norra Frankrike. Kommunen ligger i kantonen Rugles som tillhör arrondissementet Évreux. År 2018 hade Champignolles 38 invånare.

## Befolkningsutveckling
Antalet invånare i kommunen Champignolles
Referens:INSEE